# András Wanié
András Wanié (23 april 1911 - 12 november 1976) was een Hongaars zwemmer.
András Wanié nam tweemaal deel aan de Olympische Spelen; in 1928 en 1932. In 1928 werd hij vierde op het onderdeel 4x200 meter vrije slag. In 1932 nam hij wederom deel aan het onderdeel 4x200 meter vrije slag. Hij maakte deel uit van het team dat het brons wist te veroveren. Tevens nam hij zonder succes deel aan het onderdeel 100 meter vrije slag.